# Holašovice
Holašovice (nemački: Holaschowitz) je malo istorijsko selo u Južnoj Češkoj, u opštini Jankov.
Selo se prvi put spominje u dokumentu kralja Vjenčeslava II iz 1292. godine kojim je darovao  manastir u gradu Viši Brod. Od 1520-1525. opustošila ga je kuga. Nakon toga naseljeno je Nemcima iz Bavarske i Austrije, te je 1895. brojalo 157 Nemaca i 19 Čeha.
Kako je selo nakon Drugog svetskog rata opustelo, a nemačko stanovništvo proterano, sačuvan je njegov srednjovekovni plan i narodne kuće u ruralnom baroknom stilu od 18. do kraja 19. veka.
Nakon što je naseljeno i obnovljeno 1990. godine, upisano je na UNESCO-v popis mesta svetske baštine u Evropi 1998. godine. Danas selo broji oko 140 stanovnika sa 23 farme i 120 kuća od opeke koje su otvorene u zajedničku zelenu široku ulicu s ribnjakom i Kapelom sv. Ivana Nepomuka iz 1755. godine.